# Straßenradsport-Weltmeisterschaften 1966

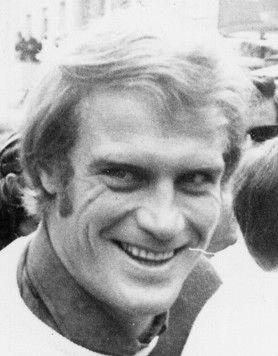
Rudi Altig wurde Weltmeister auf dem Nürburgring

Die Straßenradsport-Weltmeisterschaften 1966 fanden vom 25. bis 28. August auf dem Nürburgring in der Eifel und bei Köln-Müngersdorf (Mannschafts-Zeitfahren am 25. August) statt.

## Renngeschehen

### Berufsfahrer
Über 100.000 Zuschauer bevölkerten den Nürburgring, um das Einzelrennen der Profis „auf dem superschweren Kurs und […] über die mörderische Distanz von 273,72 Kilometern“ zu verfolgen. Favoriten auf den WM-Titel gab es zahlreiche, darunter den Briten Tom Simpson, den Belgier Eddy Merckx sowie den Franzosen Jacques Anquetil, aber auch den deutschen Vize-Weltmeister von 1965 Rudi Altig, der allerdings erst im Jahr zuvor einen Oberschenkelbruch erlitten hatte. Gegen Ende des Rennens hatte sich eine siebenköpfige Spitzengruppe abgesetzt, darunter Raymond Poulidor, Anquetil und der Italiener Felice Gimondi, Altig war jedoch nicht dabei. Dem Deutschen gelang es jedoch, sich an die Spitzengruppe heranzukämpfen und das Rennen nach einem langen Schlusssprint für sich zu entscheiden. Er hatte eine Durchschnittsgeschwindigkeit von 36,4 km/h erreicht. Von den deutschen Teilnehmern kam neben Rudi Altig nur noch Winfried Bölke als 16. in die Ränge. Von 74 Startern kamen nur 22 ins Ziel.
Nach dem Rennen gab es Ärger: Zunächst kam Anquetil, der eigentlich privat mit Altig befreundet war, aus gekränkter Eitelkeit nicht zur Siegerehrung und wurde dafür anschließend mit einer Geldstrafe belegt. Altig wiederum kehrte in sein Hotel zurück, ohne die für den Dopingtest notwendige Urinprobe abgegeben zu haben. Keiner der ersten Sechs dieses Rennens gab ordnungsgemäß eine Probe ab, so dass die Union Cycliste Internationale (UCI) die Fahrer sperrte. Später machte die UCI diese Sperren jedoch wieder rückgängig aus Furcht, von Rennorganisatoren auf Schadenersatz verpflichtet zu werden.

### Amateure
Das 100-km-Mannschaftszeitfahren wurde auf einer Strecke durch den Rhein-Erft-Kreis vom Kölner Müngersdorfer Stadion aus und zum Stadion zurück ausgetragen. Überraschend wurde das Außenseiterteam aus Dänemark mit einem Stundenmittel von 46,4 km/h Weltmeister. Die beiden deutschen Mannschaften enttäuschten. Der bundesdeutsche Straßenvierer unter Bundestrainer Otto Ziege war mit vielen Vorschusslorbeeren ins Rennen gestartet. Doch zahlreiche Defekte sorgten bei strömendem Regen dafür, dass die Mannschaft mit Siegfried Adler, Martin Gombert, Dieter Leitner und Horst Ruster abgeschlagen auf dem elften Platz landete. Vier Ränge besser kam der DDR-Vierer mit Lothar Appler, Günter Hoffmann, Axel Peschel und Dieter Vogelsang ins Ziel. Er lag zur Hälfte der Distanz noch in Führung, baute danach aber, bedingt durch einen Schwächeanfall von Vogelsang, stark ab.
Bei den Frauen waren 40 Fahrerinnen aus zwölf Ländern am Start, darunter drei Athletinnen aus der DDR. Das 64,5 Kilometer lange Rennen führte sechsmal über die 7,7 Kilometer lange Südschleife des Nürburgrings. Die Steigungen sorgten schon während der ersten Runde dafür, dass sich eine kleine Gruppe von vier Fahrerinnen absetzen konnte, zu der sich auf der zweiten Runde die Belgierin Yvonne Reynders gesellte. Nach einem langen Spurt konnte sie das Rennen schließlich gewinnen, vor der erst 16-jährigen Niederländerin Keetie van Oosten-Hage, die in den folgenden Jahren sechs Weltmeistertitel errang. Die DDR-Fahrerinnen konnten keine Akzente setzen und landeten im hinteren Drittel der Ergebnisliste. Als beste DDR-Fahrerin konnte sich die DDR-Meisterin Hannelore Mattig nur auf Rang 22 platzieren.
Den Abschluss der Amateurwettbewerbe bildete das Einzelstraßenrennen. Es wurde bei sonnigem Wetter auf der 22,8 Kilometer langen Nordschleife des Nürburgringes über 273,7 Kilometer ausgetragen. Aus 32 Ländern gingen 146 Fahrer an den Start, darunter die DDR-Fahrer Bernhard Eckstein, Jürgen Exner, Siegfried Huster, Karl-Heinz Kazmierzak, Günter Liebold und Dieter Mickein. Bereits in der zweiten Runde setzte sich ein Quartett mit Evert Dolman (Niederlande), Leslie West (England), Attilio Benfatto (Italien) und Claude Guyot (Frankreich) vom Feld ab. Nachdem Benfatto und Guyot später wieder zurückfielen, erreichten Dolman und West gemeinsam die Zieleinfahrt, der 21-jährige Dolman erwies sich als der bessere Sprinter. Er siegte mit einem Durchschnittstempo von 36,5 km/h und ließ alle hoch gehandelten Favoriten hinter sich. Die DDR-Fahrer konnten wie schon beim Mannschaftszeitfahren die Erwartungen nicht erfüllen, Huster und Liebold gaben vorzeitig auf, während Exner mit Platz neun für das beste Ergebnis aus DDR-Sicht sorgte. Auch von den bundesdeutschen Fahrern konnte sich kein Aktiver auf den vorderen Rängen platzieren.

## Ergebnisse
| Platz | Land             | Athleten                                                                       | Zeit (h) |
| ----- | ---------------- | ------------------------------------------------------------------------------ | -------- |
| 1     | Dänemark         | Verner Blaudzun/Jørgen Emil Hansen/ Ole Højlund/Fleming Gustav Wisborg         | 2:09:03  |
| 2     | Niederlande      | Eddy Beugels/Harry Steevens/ Tiemen Groen/Marinus Wagtmans                     | 2:09:27  |
| 3     | Italien          | Attilio Benfatto/Luciano Dalla Bona/ Mino Denti/Pietro Guerra                  | 2:10:07  |
| 4     | Frankreich       | Bernard Guyot/Robert Hiltenbrand/ Gérard Swertvaeger/ Jean-Pierre Danguillaume | 2:10:12  |
| 5     | Sowjetunion      | Wiktor Tereschko/ Aljaksej Dokljakou/ Pepp Yffert/Wladimir Urbanowitsch        | 2:11:07  |
| 6     | Schweden         | Erik Pettersson/Sture Pettersson/ Gösta Pettersson/Tomas Pettersson            | 2:11:43  |
| 7     | DDR              | Lothar Appler/Günter Hoffmann/ Axel Peschel/Dieter Vogelsang                   | 2:12:25  |
| 8     | Tschechoslowakei | Daniel Gráč/Jan Smolík/ Miloš Hrazdíra/Ján Wenczel                             | 2:12:49  |
| 9     | Spanien          | Salvador Canet/G. Erenozaga/ J. Linares/J. Ochotorena                          | 2:13:06  |
| 10    | Polen            | Zenon Czechowski/Marian Kegel/ Jan Magiera/Rajmund Zieliński                   | 2:13:48  |
| 11    | Deutschland      | Siegfried Adler/Martin Gombert/ Dieter Leitner/Horst Ruster                    | 2:14:14  |
| 12    | Österreich       | Christian Frisch/Hans Furian/ Hans Königshofer/Kurt Schattelbauer              | 2:14:43  |
| 0 …   |                  |                                                                                |          |

| Platz | Athletin            | Land | Zeit         |
| ----- | ------------------- | ---- | ------------ |
| 1     | Yvonne Reynders     | BEL  | 1:27:21 h    |
| 2     | Cornelia Hage       | NED  | gleiche Zeit |
| 3     | Aino Puronen        | URS  | gleiche Zeit |
| 4     | Elsy Jacobs         | LUX  | gleiche Zeit |
| 5     | Beryl Burton        | GBR  | gleiche Zeit |
| 6     | Nina Trofimowa      | URS  | + 0:14 min   |
| 7     | Lidia Kallik        | URS  | + 2:18 min   |
| 8     | Marie-Rose Gaillard | BEL  | + 2:18 min   |
| 9     | Galina Judina       | URS  | + 2:31 min   |
| 10    | Ann Horswell        | GBR  | + 2:33 min   |
| 11    | Emīlija Sonka       | URS  | + 2:41 min   |
| 12    | Jacky Barbedette    | FRA  | + 3:06 min   |
| 13    | Christiane Goeminne | BEL  | + 3:06 min   |
| 14    | Christiane Geerts   | BEL  | + 3:16 min   |
| 15    | Isabelle Hage       | NED  | + 3:34 min   |
| 16    | Elisabetta Maffeis  | ITA  | + 4:52 min   |
| 17    | Ludmilla Filina     | URS  | + 4:52 min   |
| 18    | Muriel Good         | GBR  | + 5:00 min   |
| 19    | Barbara Inez Goody  | GBR  | + 5:00 min   |
| 20    | Simone Ellegeerts   | BEL  | + 6:42 min   |
| 21    | Florinda Parenti    | ITA  | gleiche Zeit |
| 22    | Hannelore Mattig    | GDR  | gleiche Zeit |
| 27    | Ilka List           | GDR  | gleiche Zeit |
| 34    | Monika Israel       | GDR  | + 9:44 min   |
| 0 …   |                     |      |              |

| Platz | Athlet                | Land | Zeit         |
| ----- | --------------------- | ---- | ------------ |
| 1     | Evert Dolman          | NED  | 4:59:43 h    |
| 2     | Les West              | GBR  | gleiche Zeit |
| 3     | Willy Skibby          | DEN  | + 0:40 min   |
| 4     | Marian Kegel          | POL  | + 0:45 min   |
| 5     | Gösta Pettersson      | SWE  | + 1:18 min   |
| 6     | Willy Van Neste       | BEL  | + 1:24 min   |
| 7     | Gabriele Pisauri      | ITA  | + 1:26 min   |
| 8     | Ole Ritter            | DEN  | + 1:30 min   |
| 9     | Jürgen Exner          | GDR  | + 1:33 min   |
| 0 …   |                       |      |              |
| 24    | Karl-Heinz Kazmierzak | GDR  | + 1:43 min   |
| 27    | Dieter Mickein        | GDR  | + 1:43 min   |
| 59    | Bernhard Eckstein     | GDR  | + 14:35 min  |
| 0 …   |                       |      |              |

| Platz | Athlet                 | Land | Zeit              |
| ----- | ---------------------- | ---- | ----------------- |
| 1     | Rudi Altig             | GER  | 7:21:10 h         |
| 2     | Jacques Anquetil       | FRA  | gleiche Zeit      |
| 3     | Raymond Poulidor       | FRA  | gleiche Zeit      |
| 4     | Gianni Motta           | ITA  | + 0:08 min        |
| 5     | Jean Stablinski        | FRA  | + 0:10 min        |
| 6     | Italo Zilioli          | ITA  | + 0:13 min        |
| 7     | Guido Reybrouck        | BEL  | + 0:35 min        |
| 8     | Jo de Roo              | NED  | alle gleiche Zeit |
| 9     | Lucien Aimar           | FRA  | alle gleiche Zeit |
| 10    | Martin Van Den Bossche | BEL  | alle gleiche Zeit |
| 11    | Felice Gimondi         | ITA  | alle gleiche Zeit |
| 12    | Eddy Merckx            | BEL  | alle gleiche Zeit |
| 13    | Flaviano Vicentini     | ITA  | + 1:12 min        |
| 14    | Michele Dancelli       | ITA  | alle gleiche Zeit |
| 15    | Seamus Elliott         | IRL  | alle gleiche Zeit |
| 16    | Winfried Bölke         | GER  | alle gleiche Zeit |
| 17    | Jean-Claude Theillère  | FRA  | alle gleiche Zeit |
| 18    | Joseph Huysmans        | BEL  | + 4:23 min        |
| 19    | Georges Groussard      | FRA  | + 7:11 min        |
| 20    | André Foucher          | FRA  | gleiche Zeit      |
| 21    | Cees Haast             | NED  | + 10:00 min       |
| 22    | Mario Pereira da Silva | POR  | gleiche Zeit      |